# Santa Eulàlia de Provençana
Santa Eulàlia de Provençana és una església romànica de l'Hospitalet de Llobregat, catalogada com a bé cultural d'interès local.

## Descripció
Església romànica de tres naus separades per arcades de mig punt que recolzen sobre pilars rectangulars. Les voltes són reconstruïdes, la de la nau central és de canó i les laterals són voltes de quart d'esfera, i es recolzen sobre una línia d'impostes. No es conserven els absis romànics i l'actual està embegut en la sagristia.

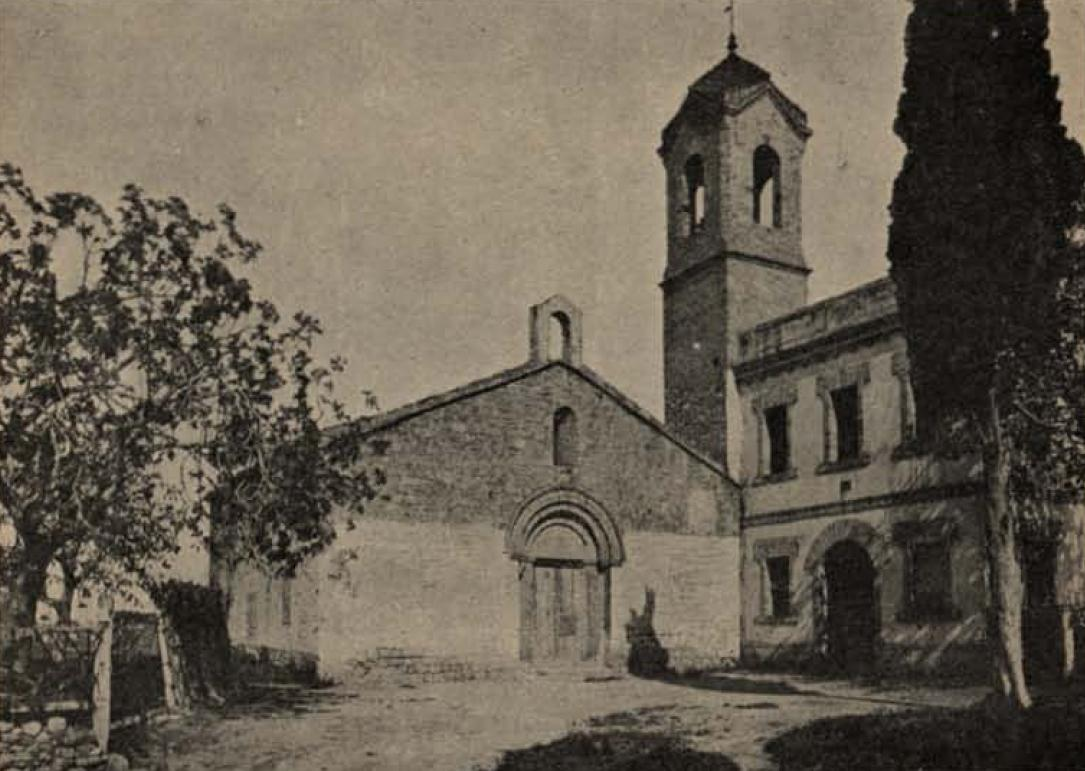
Santa Eulàlia de Provençana a principis del

La façana té el parament del mur fet amb carreus regulars i ben col·locats, amb carreus més grossos a les cantonades fent línies de reforç. El portal presenta una arquivolta de mig punt amb motllures ornades amb fulles i motius geomètrics. Dues de les motllures es recolzen sobre dues columnes fines, coronades amb un capitell de tipus corinti tosc. Al timpà es pot llegir la inscripció Anno Millessimo duecentessimo primo actum est hoc mense marcio a quodam magistro A que dona la data de construcció del timpà (març de 1201) i la inicial A, atribuïda al suposat mestre d'obres de l'església.

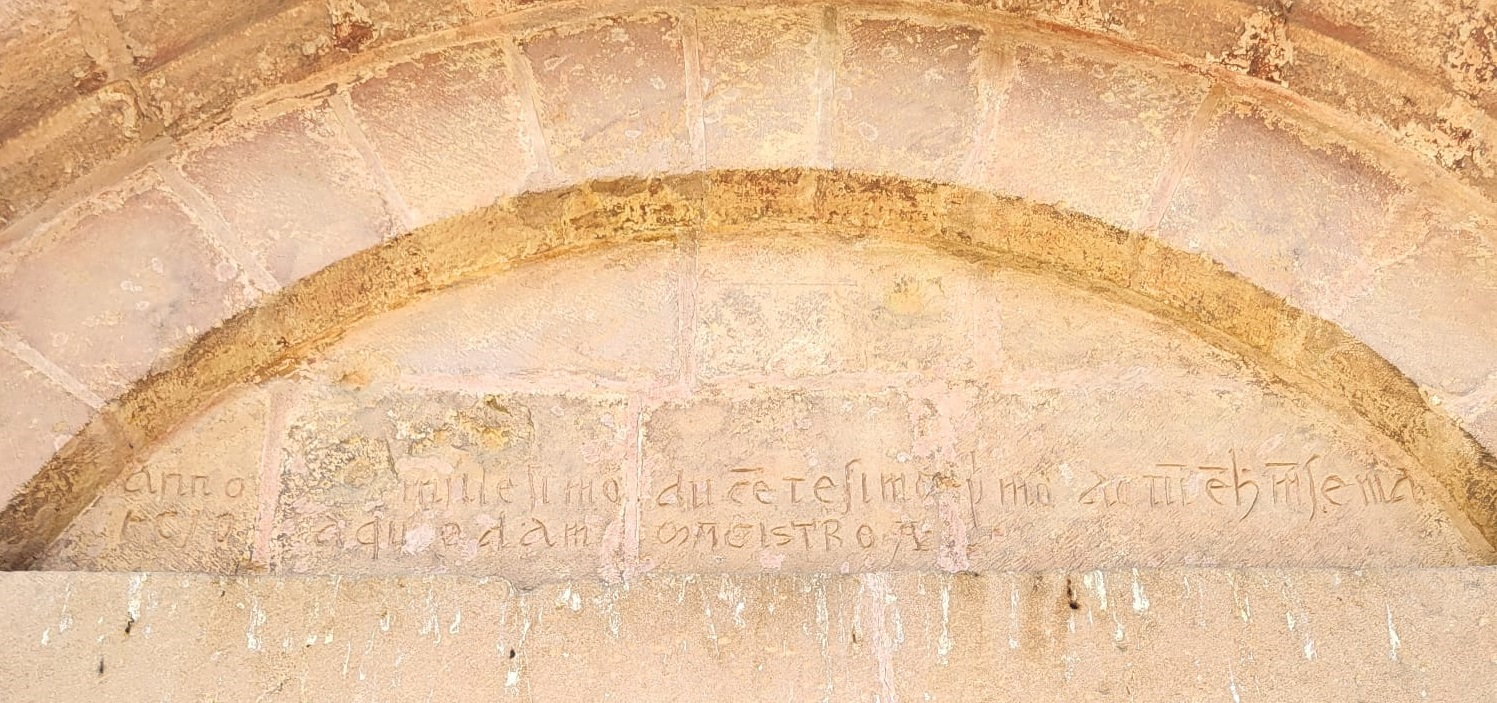
Timpà de l'església de Santa Eulàlia de Provençana

A la façana nord hi ha una finestra de forma el·líptica que no es correspon a l'estil de construcció romànic. També hi ha dos arquets inscrits a la part inferior del mur que són difícils de datar o situar. L'espadanya de la façana de ponent és moderna.

## Història

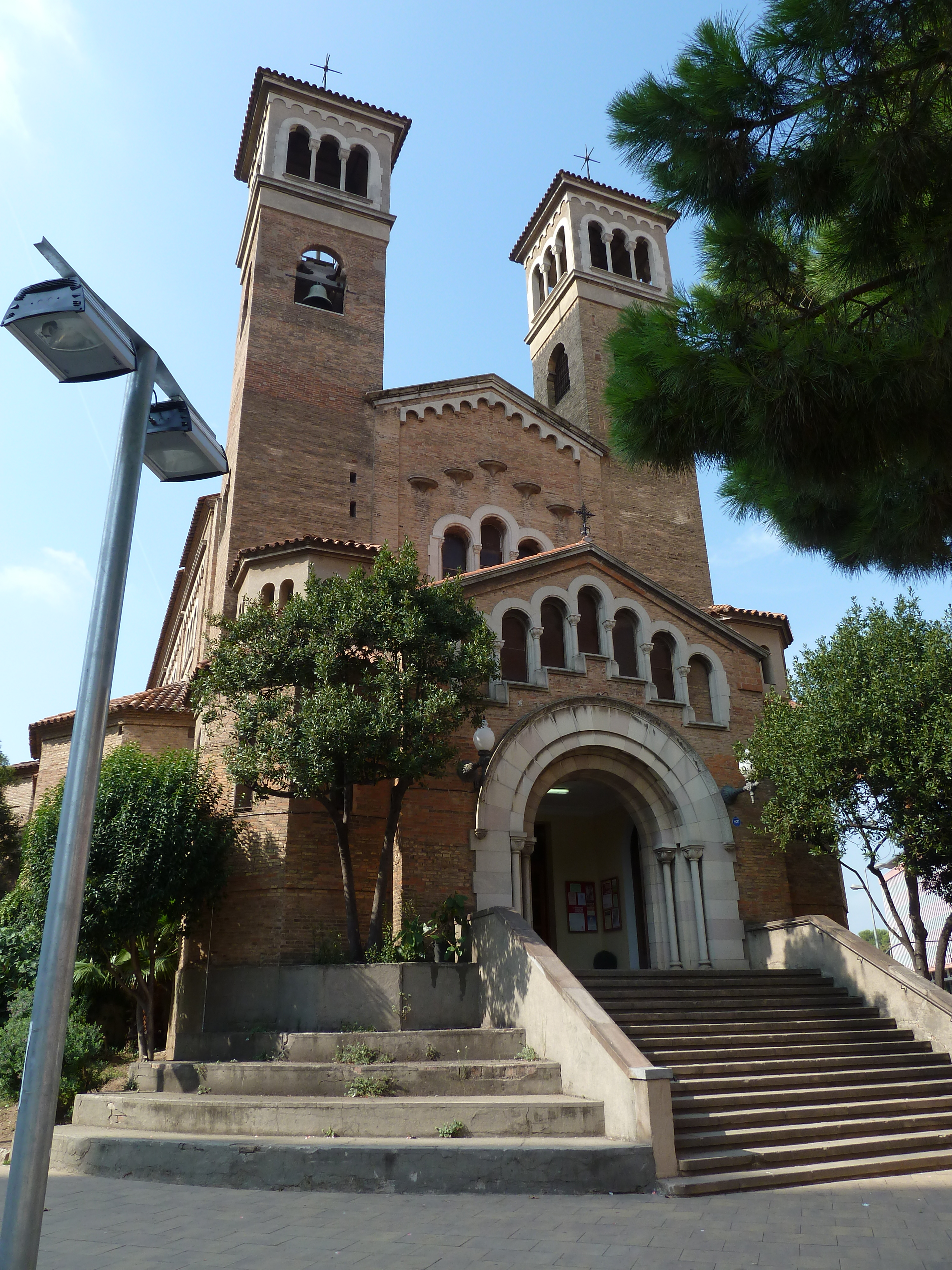
L'església nova de Santa Eulàlia de Provençana, adossada rere l'original romànica

És, juntament amb l'ermita de la Mare de Déu de Bellvitge, un dels edificis més antics conservats a l'Hospitalet. Fou consagrada el 27 de gener de 1101 pel bisbe de Barcelona i abat de Sant Cugat, Berenguer Folc. En aquesta data es va establir el terme de Provençana, comprès entre Montjuïc i la Riera Blanca a l'est, els contraforts de Sant Pere Màrtir de la serra de Collserola (muntanya Orsa) al Nord, el riu Llobregat a l'oest i el litoral marí a sud.

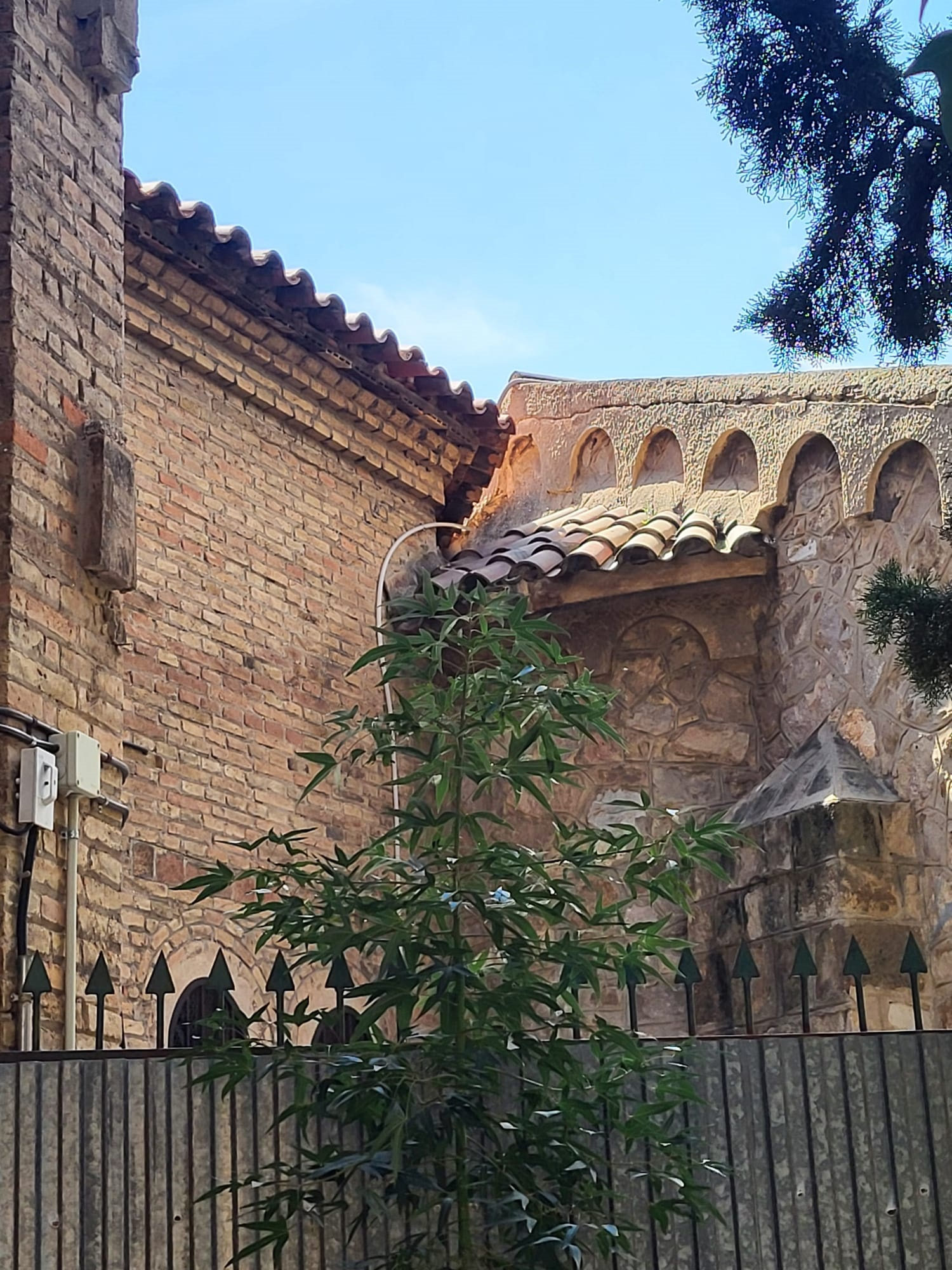
Detall de l'inexplicable encavalcament de la nova església sobre la vella

Fins a mitjans de segle xiv fou l'única parròquia del terme. Més tard, la titularitat passà a l'església de l'Hospitalet consagrada com la mateixa de Provençana a Santa Eulàlia de Mérida, una figura martirial més antiga que la de Barcelona. L'església romànica restà, llavor, com a capella eremítica, tot començant a degradar-se. Al segle xviii es feren les primeres restauracions, al segle xix recuperà la categoria de parròquia i al segle xx es va acabar de reconstruir. Entre 1929 i 1954 s'edificà just al costat la nova església de Santa Eulàlia de Provençana, d'estil neoromànic i molt més gran. Incomprensiblement, la nova construcció va escapçar l'absis de l'església romànica original.
Quan es va construir la rectoria que hi ha al costat es trobaren restes arqueològiques romanes, algunes de les quals es poden veure al Museu de la Ciutat de l'Hospitalet. Aquestes restes fan pensar en l'existència prèvia, en aquest indret, d'una vil·la romana. També prop de l'ermita a final del segle xix es va trobar un Cap de Medusa romà del segle ii fet amb pedra de Montjuïc i actualment al Museu d'Arqueologia de Catalunya (al Museu de l'Hospitalet hi ha una reproducció). Aquesta troballa assenyala l'itinerari romà que es recorria des de Barcelona cap al pont del Llobregat a Martorell i apunta a la possibilitat que s'establís, com en altres vil·les romanes amb necròpolis, una primitiva església cristiana amb la seva sagrera, durant el període visigòtic.